# Santa Companha

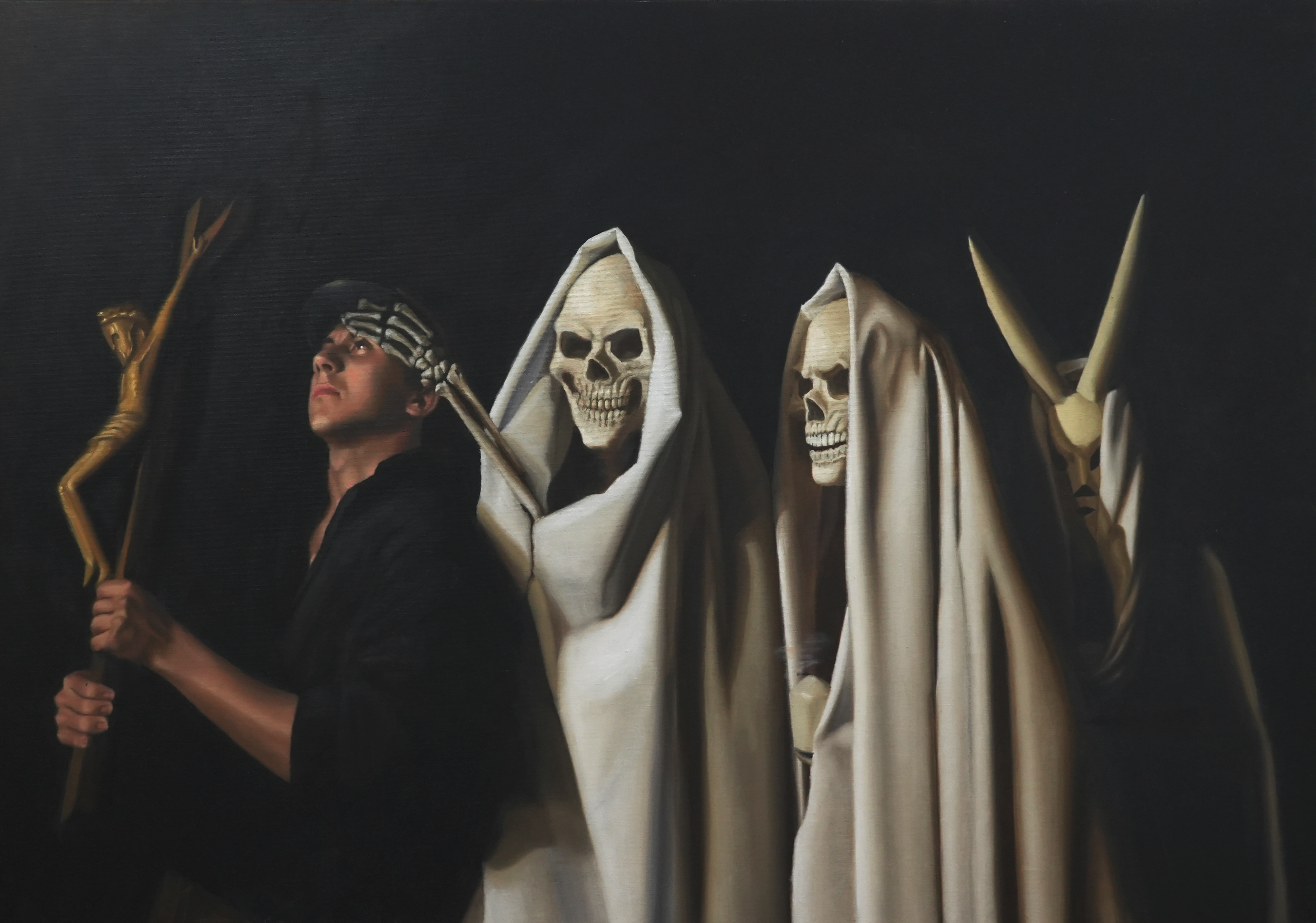
Imagem ilustrativa sobre a "Procissão das Almas" ou "Santa Companha"

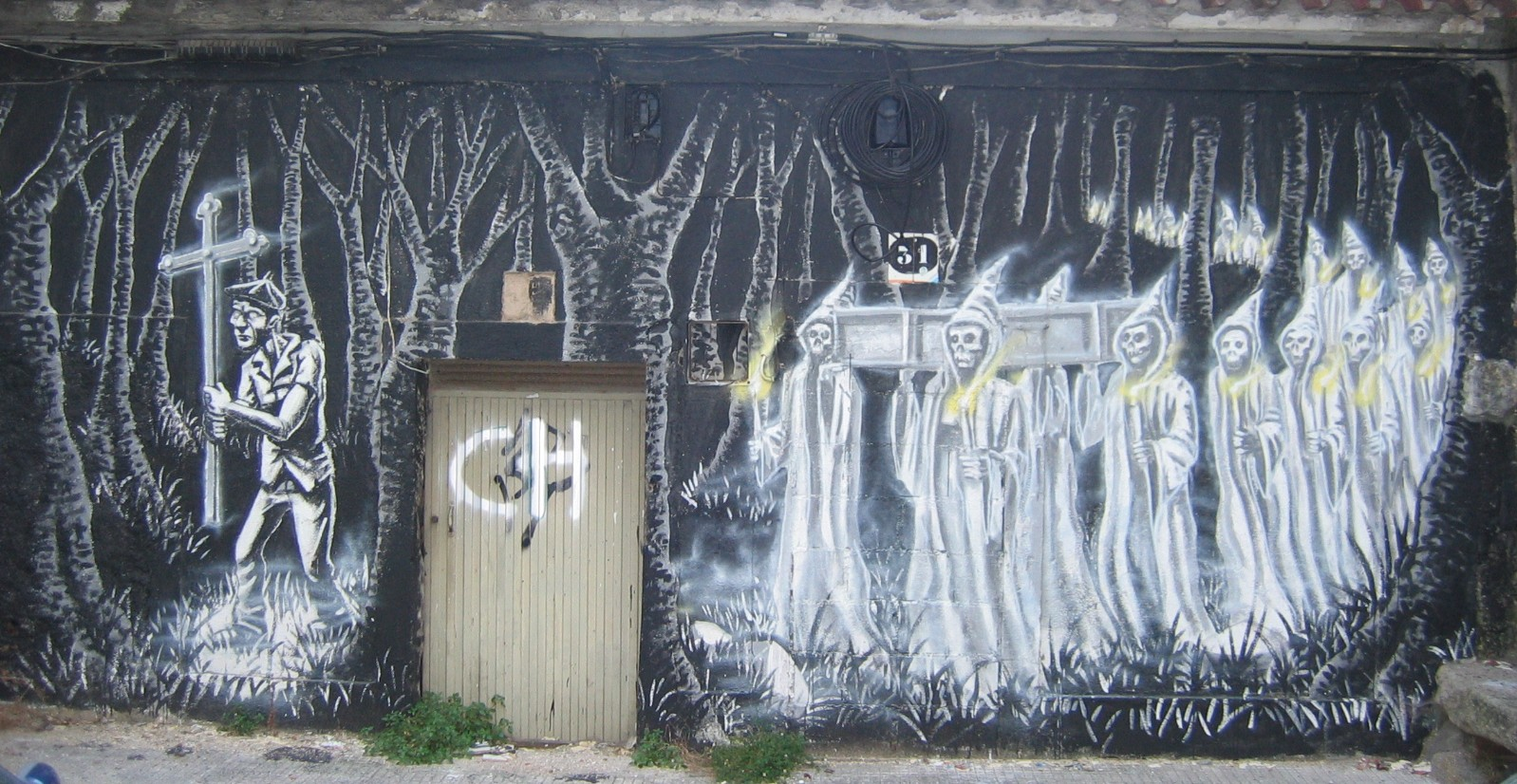
A Santa Compaña (graffiti en Pontevedra.)

A Santa Companha, também chamada Procissão das Almas ou Acompanhamento é uma das lendas da mitologias populares galega e do Norte de Portugal. Também se registra uma lenda similar em Astúrias, chamada de Güestia (Hoste). Chegou também ao Brasil.
Faz parte do tema de crenças europeias designadas por Caçada Selvagem.
Tradicionalmente é descrita como uma procissão de mortos ou almas em pena que à noite percorre os caminhos duma paróquia portando círios, sendo o cheiro à cera o principal sinal de que a Santa Companha anda perto.
Sua missão é visitar todas aquelas casas nas quais pronto haverá um passamento (morte).

## Etimologia
O nome poderia provir do latim "sancta cum pania" ('santa companhia', embora uma tradução mais literal de "companhia" seria, "que comem do mesmo pão").

## Descrição
A procissão costuma ir encabeçada por um vivo portando uma cruz e um caldeiro de água benta seguido pelas almas com os círios acesos, nem sempre visíveis, notando-se a sua presença no cheiro à cera e no vento que se ergue quando passa.
Esta pessoa viva que precede a procissão pode ser homem ou mulher, dependendo de se o orago da paróquia for respectivamente santo ou santa.
O portador da cruz não voltará a cabeça em nenhum momento nem renunciará aos seus cargos precedendo a Santa Companha. Só ficará livre quando encontrar outra pessoa pelo caminho a quem entregar a cruz e o caldeiro, momento no qual esta passará a substituí-lo.
Para se escapulir desta obriga de substituição, a pessoa que veja passar a Santa Companha deve traçar um círculo no chão e se deitar boca abaixo sem olhar para nenhum espírito. A pessoa que leva a cruz e o caldeiro a cada passo adelgaça mais e volve-se mais branco até que possa ceder o caldeiro a outro.

## Versões
Embora todas as versões coincidissem em considerar a Santa Companha como uma anunciadora da morte, há diferentes versões.
Na maioria das histórias a Santa Companhia realiza a suas aparições à noite, porém, há também relatos de saídas diurnas.
Xoán Cuveiro Piñol  escreve: Companha: entre o vulgo, crida hoste ou procissão de bruxas que andam à noite alumiadas com ossos de mortos, chamando nas portas para que as acompanhem, os que desejam que morram depressa....

## Outros nomes
A Santa Companha  também é conhecida com os nomes de:
- Procissão das almas: aplicado especialmente no Sul da Galiza, sobretudo em Ourense e Portugal.[4]
- Hoste: aplicado em algures ao formar a comitiva uma espécie de hoste.
- Estatinga ou estadinga: considerada uma derivação de «hoste antiga» ou «Inimigo antigo» (um eufemismo por "Demônio).
- Estadeia: derivação provável de «estadal», o círio usado para iluminar aos defuntos, ou também de demora (estadia).
- Avisião: nome aplicado antigamente nos Foios e Quadrazais (Sabugal) e Vale de Xalma (Espanha).
- Pantaruxada: nome infreqüente.
- Pantalha: em opinião de Vicente Risco, fusão dos términos «Pantasma» (fantasma) e «Espantalho».
- Visão: aparição.
- Visita: em clara referência à intencionalidade da aparição.

## Lendas análogas
Existe, dentro das crenças galegas, outra procissão chamada de "procissão das Xás", muito semelhante à Santa Companhia, mas que se diferencia desta em que não são fantasmas de mortos os que vão nela, senão fantasmas de indivíduos vivos, que não lembram nada o dia seguinte e que vão enfraquecendo até falecer.
É análoga à lenda irlandesa de Banshee e à britona de Ankou.